# یوخاری قره‌لر
یوخاری قره‌لر (به ترکی آذربایجانی: Yuxarı Qaralar، پیش از ۱ سپتامبر ۲۰۰۴ قره‌لر Qaralar) یک منطقه مسکونی در جمهوری آذربایجان است که در شهرستان ایمیشلی واقع شده است. یوخاری قره‌لر ۱۱۷۲ نفر جمعیت دارد.

## دین
در مسجد جامع قره‌لر یک هیئت مذهبی وجود دارد.